# Miraš Dedeić
Miraš Dedeić, noto anche come metropolita Mihailo (in montenegrino cirillico: Михаило, in italiano: Michele; Ramovo Ždrijelo, 8 novembre 1938), è un arcivescovo ortodosso montenegrino; dal 1997 al 2023 è stato il primate della Chiesa ortodossa montenegrina, dichiaratasi autocefala in contrasto con la Chiesa ortodossa serba, con il titolo di arcivescovo di Cettigne e metropolita del Montenegro.

## Biografia
Fu battezzato nella Chiesa ortodossa serba. La sua famiglia appartiene al clan Drobnjak, i quali si trasferirono a Dobrilovina nel XVI secolo. Si laureò presso la facoltà di teologia dell'Università di Belgrado nel 1969. Studiò in seguito presso il Pontificio Istituto Orientale e continuò gli studi post-universitari presso l'Accademia spirituale russa di San Sergio a Zagorsky.
Lavorò presso l'archivio centrale statale dell'URSS e quindi presso diversi archivi in Italia. Venne ordinato sacerdote nel 1988 e svolse il ministero sacerdotale a Roma.
Nel 1997 venne eletto metropolita della Chiesa ortodossa montenegrina dichiaratasi autocefala, succedendo a Antonije Abramovic.
Il metropolita Mihailo è sempre stato molto legato alla causa della restaurazione dell'indipendenza del Montenegro e, nel corso degli anni 90, ha stretto legami con diversi esponenti politici del fronte contrario a Milošević.
In seguito all'indipendenza del Montenegro del 2006, iniziò a reclamare per la Chiesa ortodossa montenegrina la proprietà di oltre 600 chiese, le quali passarono alla Chiesa ortodossa serba dopo la perdita dell'indipendenza del Montenegro nel 1918.